# Archaeoindris fontoynontii
Archaeoindris fontoynontii byl obří lemur, který žil na Madagaskaru. Podle kosterních nálezů byl velký asi jako gorila, vážil 150 až 200 kg. Živil se převážně rostlinnou potravou, žil na stromech a pohyboval se pomocí brachiace. Způsobem života tedy připomínal spíše lenochoda. Nejmladší nálezy tohoto druhu pocházejí z prvního tisíciletí před naším letopočtem. Existují tedy dohady, zda se první lidé na Madagaskaru mohli s archaeoindrisem setkat. Někteří vědci jej ztotožňují z lesním duchem tretretretre z malgašských bájí, obecně se ale soudí, že vyhynul ještě dříve, zřejmě v důsledku klimatických změn, jimž se jako úzký potravní specialista nedokázal přizpůsobit. Fosilií archaeoindrise je ostatně velmi málo, takže se dá předpokládat, že populace tohoto druhu patrně nebyla nikdy příliš početná.
Archaeoindris, jak název napovídá, byl příbuzný dnešního indriho.